# Розеналлис

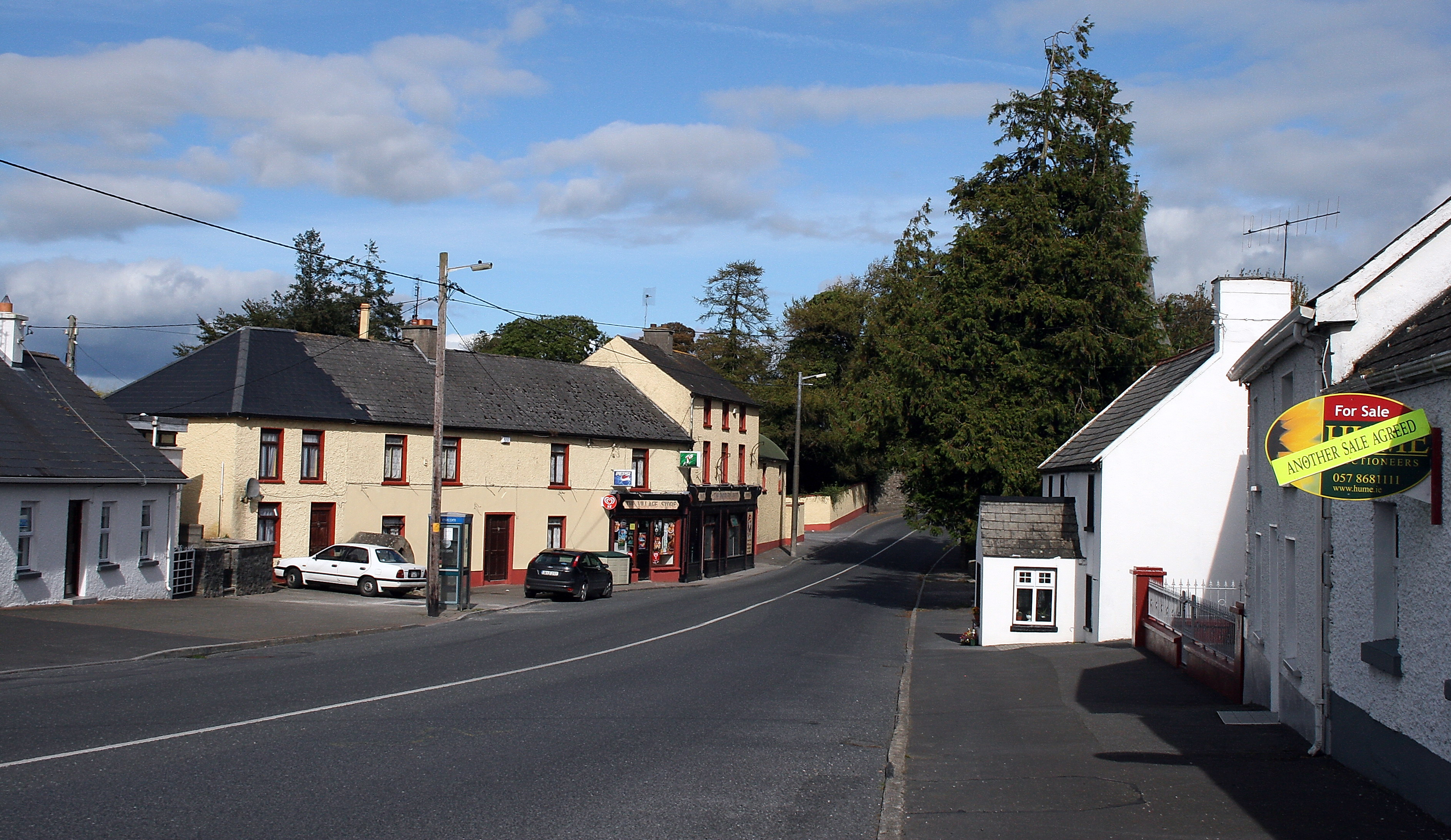

Розеналлис (англ. Rosenallis; ирл. Ros Fionnglaise) — деревня в Ирландии, находится в графстве Лиишь (провинция Ленстер) на региональной трассе R422 неподалёку от гор Слив Блум. Население — 420 человек (по переписи 2006 года).